# Paranillopsis
Paranillopsis is een geslacht van kevers uit de familie van de loopkevers (Carabidae). De wetenschappelijke naam van het geslacht is voor het eerst geldig gepubliceerd in 2001 door Cicchino & Roig-Junient.

## Soorten
Het geslacht Paranillopsis omvat de volgende soorten:
- Paranillopsis pampensis Cicchino & Roig-Junient, 2001
- Paranillopsis piguensis Cicchino & Roig-Junient, 2001